# 전종범
전종범(1989년 3월 17일 ~)은 대한민국의 전직 스타크래프트 II 프로게이머이다. 아이디는 Miya. 주 종족은 저그이다.
SlayerS 소속으로 활동하였으며 팀 해체 이후 Axiom에서 활동하였다.
2013년 5월 은퇴하였다.

## 수상 경력
- 2008년 제41회 스타크래프트 준프로게이머 선발전 입상

### 스타크래프트2
- 2012년 무슈제이 2012 글로벌 스타크래프트 II 리그 시즌 3 Code A 48강
- 2012년 배틀넷 월드 챔피언쉽 시리즈 SC2 2012 한국대표 선발전 9-10th
- 2012년 배틀넷 월드 챔피언쉽 시리즈 SC2 2012 아시아 컨티넨탈 17-24th
- 2012년 HOT6 GSL Season 5 코드 A 48강